# Левицкий, Пётр Адамович
Петр Адамович Левицкий (бел. Пётр Адамавіч Лявіцкі; 26 августа 1906, деревня Лозовое, Осиповичский район — 24 ноября 1977) — партийный и государственный деятель БССР.

## Биография
Окончил Московскую сельскохозяйственную академию (1935).
С 1925 года на советской работе в Осиповичском районе. В 1928—1931 годах служил в дивизии особого назначения имени Дзержинского при коллегии ОГПУ.
С 1936 года директор Марьиногорского сельскохозяйственного техникума.
С 1939 года-заведующий отделом, второй секретарь Минского, с января 1941 года 1-й секретарь Полесского обкомов КП(б)Б.
В начале Великой Отечественной войны один из организаторов партизанского движения на Полесье. С октября 1941 года секретарь Алтайского крайкома ВКП(б). С ноября 1942 года в аппарате ЦК ВКП(б). С августа 1943 года — 1-й секретарь Полесского обкома КП(б)Б, одновременно член военного совета 61-й армии.
В 1944—1947 годах 1-й заместитель председателя Совета Министров БССР. С 1947 года — начальник Барановичского областного управления сельского хозяйства, 1-й заместитель министра сельского хозяйства БССР.
С 1956 года — 1-й заместитель председателя Совета Министров Литовской ССР.
С 1959 года — заместитель председателя, председатель Могилевского облисполкома.
В 1964—1966 годах — начальник Главного управления мелиорации и водного хозяйства при Совете Министров БССР.

## Награды
- орден Ленина (1.1.1944)
- орден Трудового Красного Знамени (01.09.1956; 07.04.1958)
- медали